# Semion Desnitski
Semion Efimovitch Desnitsky (russe : Семён Ефимович Десницкий), né vers 1740 à Nijyn, Empire russe et mort le 26 juin 1789 à Moscou, Empire russe, est un juriste russe, connu comme disciple d'Adam Smith. Il est le premier universitaire à donner ses cours en russe plutôt qu'en latin.

## Biographie
Desnitsky nait à Nijyn, dans l'Empire russe (Ukraine actuelle). Il est le deuxième fils d'une famille appartenant à la petite bourgeoisie. Après un bref séjour au séminaire de la Laure de la Trinité-Saint-Serge, il fréquente l'université de Moscou à partir de 1759. Il poursuit ses études à l'université de Glasgow, où il étudie avec Adam Smith. En 1767, après son doctorat en droit, il retourne en Russie pour être nommé professeur de droit à l'université de Moscou.
Desnitsky est le premier professeur russe à remettre en question les théories de Samuel von Pufendorf. Il reprend et diffuse les doctrines d'Adam Smith et David Hume,. Il traduit les ouvrages de William Blackstone (Commentaires sur les lois d'Angleterre) et prône l'égalité des sexes en droit de la famille.
Desnitsky inaugure une approche comparative dans l'étude du droit. Il est soutenu par Catherine II de Russie dans son choix de la langue russe au lieu du latin pour l'enseignement du droit.